# あゝ予科練
『あゝ予科練』（ああよかれん）は、1968年東映製作配給の日本映画。主演・鶴田浩二、監督・村山新治。

## 概要
東映が1967年から1968年の間に製作した「東映戦記映画三部作」『あゝ同期の桜』『人間魚雷 あゝ回天特別攻撃隊』に続く三作目。公開時の文献に「東映戦記映画三部作」と記述されている。本作は海軍飛行予科練習生（予科練）として土浦海軍航空隊に入隊した少年の猛訓練とラストに沖縄戦に特攻出撃していくまでを描く。この点では同じ「航空特攻」を題材とする『あゝ同期の桜』に共通する部分もある。

## キャスト
- 桂大尉：鶴田浩二
- 和久一郎：西郷輝彦
- 庄司克巳：谷隼人
- 藤井俊夫：太田博之
- 秋山幸吉：宮土尚治
- 村田太平：長沢純
- 並木：木下陽夫
- 沢井：伊藤敏孝
- 吉田：菅野洋一
- 山路教官：御木本伸介
- 松本参謀：池部良
- 本間司令：丹波哲郎
- 児玉少尉：千葉真一
- 宮本上曹：伊丹十三
- 清水一曹：山城新伍
- 古川一曹：曽根晴美
- 小林一曹：潮健児
- 佐々木上飛曹：南道郎
- 土空司令：龍崎一郎
- 土空甲板士官：梅宮辰夫
- 土空整備教官：室田日出男
- 基地見張員：鶴賀二郎
- 当直伝令：小林稔侍
- 和久の父・太市：伴淳三郎
- 川崎素子：大原麗子
- 菊地千代：春川ますみ
- 庄司の母・菊江：沢村貞子
- 庄司の義父・玄太郎：沢彰謙
- 藤井の姉・美恵子：藤純子
- 雲竜荘の女・玉江：安城由貴子
- 雲竜荘の女・朝子：城野ゆき
- ナレーター：高橋昌也

## スタッフ
- 製作：大川博
- 監督：村山新治
- 脚本：須崎勝弥
- 企画：俊藤浩滋・秋田亨・太田浩児
- 撮影：仲沢半次郎
- 美術：中村修一郎
- 音楽：木下忠司
- 録音：広上益弘
- 照明：川崎保之丞
- 編集：田中修
- 主題歌：「若鷲の歌」西郷輝彦
- 挿入歌：「或る晴れた日に」西郷輝彦

## 主題歌・挿入歌
- 主題歌「若鷲の歌」（歌：西郷輝彦）
  - 作詞：西條八十 / 作曲：古関裕而 / 編曲：狛林正一
- 挿入歌「或る晴れた日に」（歌：西郷輝彦）
  - 作詞：星野哲郎 / 作曲・編曲：狛林正一

## 製作

### キャスティング
予科練生を演じる西郷輝彦、谷隼人、太田博之、長沢純らは全員丸坊主になり撮影に臨んだ。隊長役の鶴田浩二が海軍予備学生の経験を活かして軍装全体に厳しい監修をしたのに比べ、西郷は「一度スッキリした軍服姿の役をやりたかった。映画を8ミリフィルムに焼いてもらって保存したい」と話したため、大半が戦争経験者のスタッフは「世代の差だね」と驚いた。西郷は1964年の映画デビューの際、東映、日活、大映で争奪戦になり、東映を選び、歌謡映画『十七才のこの胸に』で東映で映画デビューしており、1970年後半からは東映の大作に多く出演し、東映に馴染みの役者の一人になった。
本名の宮土尚治で出演した桜木健一は、本作の好演により1969年から始まるテレビドラマ『柔道一直線』の主人公・一条直也役に抜擢された。

### 撮影
撮影は1968年4月から5月にかけての50日間。西郷輝彦はこの間の40日間、歌手や舞台の仕事の掛け持ちを断り本作に専念し「すっかり喉を休められた」と喜んだ。　

## 作品の評価
- 『週刊明星』は「平板な映画。今までの予科練ものから一歩も出ていない。人物の設定、ドラマの構成が従来のものとまったく同じです。事実を曲げることは出来ないにしても、もっと新しいものを掘り出せないのかと思う。鮮度は古いし演出もよくない。西郷輝彦にポイントを置き過ぎのきらいはありますが、西郷は顔が二枚目じゃないのがかえってこの映画にはよかったです。併映の『これがベトナム戦争だ！』は、時間に合わせてチョン切ったらしいお粗末な記録映画です。松竹の『北海道物語』の方ががっちり作ってる。観光映画にしてないのがいいです」などと評している[7]。
- 『週刊読売』は「またか、というような話の連続。入隊時からの野蛮なシゴキから始まり、肉親の愛情。両親に可愛がられている少年や再婚した母を恨んでヒネくれる少年。国語教師が万葉を教え、せめて彼らに人間の豊かさを与えたいと思うあたりがよいドラマだが、そのあとはマンネリに帰り、出撃前夜は慰安婦の登場。村山新治の演出は精いっぱい誠実だがドラマの陳腐さは救いがたい。西郷輝彦、谷隼人なども純真な予科練というイメージから遠い。Bの下。」などと評した[8]。
- 映画公開後、岡田茂東映企画製作本部長が「戦記ものは『あゝ予科練』を最後にします」と戦争映画製作打ち切りを表明した[9]。東映の次の戦争映画は1970年の『最後の特攻隊』（鶴田浩二主演、佐藤純彌監督）となる。
- 戦争映画を最も製作したのは東宝であるが[3]、東宝はあまり"特攻隊"を取り上げず[3]、任侠映画の全盛期の1960年後半に製作された「東映戦記映画三部作」と1970年の『最後の特攻隊』の東映作品により[3]、"特攻隊イメージ"が形成されたといわれる[3]。

## 同時上映
『これがベトナム戦争だ！』
- 監修：大宅壮一